# ضرب متقاطع
طرفين و وسطين هميشه با كسرها يا با نسبت مى آيد. 
نمونه اش ٣/٥ = ٦/١٠ (به‌صورت كسرى) حالا بايد ٦ را ضرب ٥ كرده و ١٠ را ضرب ٣ كرد .درسته است که حاصل ضرب هر دوی آن‌ها ٣٠ شد. فقط دقت كنيد که بايد آن كسر هاى مورد نظر مساوى باشند.